# Tillandsia heterophylla
Tillandsia heterophylla är en gräsväxtart som beskrevs av Charles Jacques Édouard Morren. Tillandsia heterophylla ingår i släktet Tillandsia och familjen Bromeliaceae. Inga underarter finns listade i Catalogue of Life.

## Bildgalleri

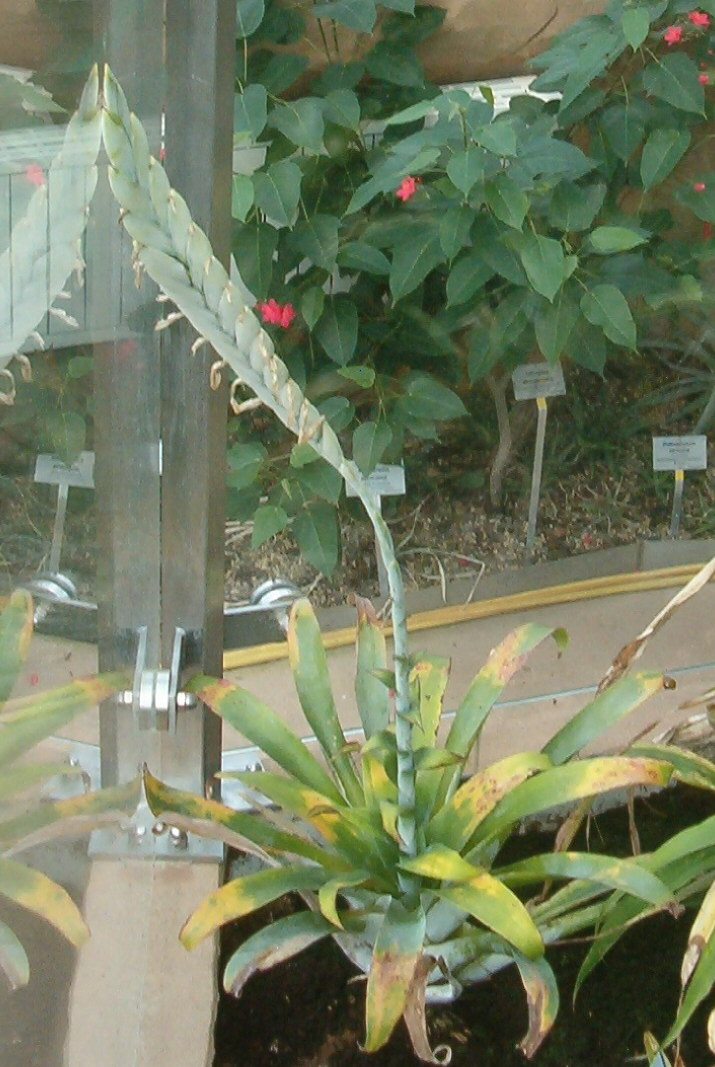